# سام كارتر
سام كارتر (بالإنجليزية: Sam Carter)‏ هو لاعب اتحاد الرغبي أسترالي، ولد في 10 سبتمبر 1989 في سيدني في أستراليا.

## وصلات خارجية
- سام كارتر عل موقع إسبنسكروم (الإنجليزية)
- سام كارتر على موقع ItsRugby.co.uk (الإنجليزية)